# Бонгайгаон (округ)

Округа Ассама (3 — Бонгайгаон)

Бонгайгаон (ассам. বঙাইগাওঁ জিলা; англ. Bongaigaon) — округ в индийском штате Ассам. Образован в 1989 году из частей округов Гоалпара и Кокраджхар. Административный центр — город Бонгайгаон. Площадь округа — 2510 км². По данным всеиндийской переписи 2001 года население округа составляло 906 315 человек. Уровень грамотности взрослого населения составлял 59,3 %, что соответствовало среднеиндийскому уровню (59,5 %). Доля городского населения составляла 12,1 %.
Занимает территорию дуаров к северу от Брахмапутры.
7 декабря 2003 года в результате соглашения с ассамским сопротивлением Бодоланда было образовано Территориальное Объединение Бодоланд в составе штата Ассам, в которое также вошёл новообразованный округ Чиранг со столицей Каджалгаон, занимающий значительную (1469 км²) территорию на севере округа Бонгайгаон.
После образования Бодоланда округ перестал граничить с Бутаном.